# Bonnievale
Bonnievale este un oraș din provincia Western Cape, Africa de Sud.